# Cepagan
Cepagan is een bestuurslaag in het regentschap Batang van de provincie Midden-Java, Indonesië. Cepagan telt 2896 inwoners (volkstelling 2010).